# 이투멜렝 쿤
이투멜렝 쿤(영어: Itumeleng Isaack Khune, 1987년 6월 20일 ~ )은 남아프리카 공화국의 축구선수이다. 현재 소속팀 카이저 치프스와 남아프리카 공화국 축구 국가대표팀의 주전 골키퍼다.

## 국가대표팀 경력
쿤은 2010년 FIFA 월드컵에서 월드컵 무대에 데뷔해, 멕시코와의 첫 경기에서 인상적인 활약으로 1대 1 무승부를 이끌었다. 그러나 우루과이와의 2차전에서 루이스 수아레스에 반칙을 가해 퇴장을 당했고, 팀은 수적 열세를 이겨내지 못하고 3대 0 참패를 당했다. 이로써 쿤은 다음 경기에 출전하지 못했고, 벤치에서 조국이 탈락하는 것을 지켜봐야만 했다.